# Rotebro golf
Rotebro Golf är en pay & play-anläggning för golf belägen söder om Bisslinge herrgård nära Rotebro norr om Stockholm. 
Anläggningen består av en sexhålsbana, en niohålsbana och en drivingrange.
Sexhålsbanan är av enklare typ med tre stycken par 3-hål och tre stycken par 4-hål. Hålens längd varierar mellan 100 och 350 meter.
År 2006 öppnades niohålsbanan, designad av Peter Nordwall. Banan mäter 2970 meter från gul tee och utmanar med stora ondulerade greener, vattenhinder och bunkrar. 9 hålsbanan består av två st par 5 hål, två par 3 och 5 par 4 hål. Det längsta hålet (hål 3) är ett par 5 på hela 520 meter från gul tee.